# Тудорковецька Ярина
Тудорковецька Ярина (нар. 3 січня 1920, Тудорковичі) — канадська поетеса українського походження; член Об'єднання українських письменників «Слово» в Канаді.

## З біографії
Народилась 3 січня 1920 року в Тудорковичах на Галичині (нині Шептицький район Львівської області, Україна). Закінчила Львівський університет. Емігрувала до Австралії, у 1957 році — до Канади.

## Творчість
Авторка збірки «Субстанції наузкрай» (1985). Її вірші надруковані в Хрестоматії з української літератури в Канаді (Едмонтон, 2000; С. 153—155).

## Цікаві факти[джерело?]
- Попри еміграцію, Ярина активно підтримувала українську культуру за кордоном.
- Її твори публікувались у діаспорній пресі (наприклад, у виданнях Канади й США).